# Roscoe Tanner
Roscoe Tanner (Chattanooga, Tennessee, 1951. október 15. –) amerikai hivatásos teniszező. Legnagyobb sikere az 1977 januárjában megrendezett Australian Open megnyerése. Ezenkívül még egy Grand Slam-döntőt játszott. Tanner balkezes adogatása korának egyik legjobbja volt.

## Grand Slam-döntői

### Győzelmei (1)
| Év   | Helyszín              | Ellenfél a döntőben | Eredmény a döntőben |
| 1977 | Australian Open (Jan) | Guillermo Vilas     | 6–3, 6–3, 6–3       |

### Elvesztett döntői (1)
| Év   | Helyszín  | Ellenfél a döntőben | Eredmény a döntőben     |
| 1979 | Wimbledon | Björn Borg          | 7–6, 1–6, 6–3, 3–6, 4–6 |